# Provincia de Rize
Rize (en griego: ριζα Riza, en georgiano: რიზე, en armenio: Ռիզե) es una provincia de Turquía y está situada en la parte este 
de la costa del mar Negro. Sus provincias adyacentes son Trebisonda al oeste, Bayburt al sur, Erzurum al sudeste y Artvin al este. Su capital es Rize.